# Yer Blues
«Yer Blues» (с англ. — «Твой блюз») — песня группы «The Beatles» с их одноимённого двойного альбома («Белого альбома»). Её авторство приписано Леннону и Маккартни, хотя её единственным автором был Джон Леннон. Песня была написана во время пребывания группы в Ришикеше в начале 1968 года.

## История песни
Текст песни довольно мрачен и содержит многочисленные упоминания о суициде. Также песня содержит ряд отсылок к поп-культуре (в частности, к песне Боба Дилана «Ballad of a Thin Man»). По словам Леннона, он использовал юмористическое название для песни в качестве определённого защитного механизма: если бы кто начал критиковать песню, он всегда смог бы заявить, что это была лишь пародия. С другой стороны, он заявлял, что содержание песни было искренним.

Насчёт лагеря [Махариши] забавно было то, что хоть там и было очень красиво, и я медитировал по восемь часов в день, я писал самые несчастные песни на земле. Когда я написал в «Yer Blues» «я так одинок, хочу умереть», всё это было на самом деле. Я действительно чувствовал себя так.
Оригинальный текст (англ.)The funny thing about the [Maharishi's] camp was that although it was very beautiful and I was meditating about eight hours a day, I was writing the most miserable songs on earth. In Yer Blues, when I wrote, 'I'm so lonely I want to die,' I'm not kidding. That's how I felt.
— Джон Леннон

## Запись песни
«Yer Blues» записывалась в небольшой пристройке ко Второй студии «Эбби Роуд», служившей, по сути, подсобкой помещения звукорежиссёров. Основная работа была проведена 13 августа, когда было записано 14 базовых треков. Поскольку запись песни производилась лишь на четырёхдорожечную аппаратуру, было решено сразу выполнить микширование нескольких треков, чтобы освободить место для новых дорожек; подобная редакция оригинальной четырёхдорожечной магнитофонной ленты производилась участниками группы впервые (обычно редактировались лишь копии, чтобы обезопасить себя от возможных ошибок при микшировании). В результате этого, а также из-за неприспособленности помещения, запись изобилует мелкими огрехами.
14 августа Джон Леннон записал ещё одну вокальную партию, а 20 августа был дозаписан начальный отсчёт («Two, three»), исполнение которого доверили Ринго Старру.
В записи участвовали:
- Джон Леннон — вокал, ритм-гитара
- Пол Маккартни — бас-гитара
- Джордж Харрисон — соло-гитара
- Ринго Старр — ударные

## Концертное исполнение
В декабре 1968 года Леннон исполнил «Yer Blues» вместе с супер-группой The Dirty Mac (в которую, помимо него, вошли Эрик Клэптон, Кит Ричардс и Митч Митчелл) на представлении «Рок-н-ролльный цирк Роллинг Стоунз». Это выступление Леннона стало первым после последнего концерта the Beatles в 1966 году. Запись этого выступления долгое время была доступна только на бутлегах, и лишь в 1996 году была официально выпущена на видео и компакт-диске.
В 1969 году концертное исполнение песни также вошло в концертный альбом Джона Леннона и Йоко Оно Live Peace in Toronto 1969.

## Кавер-версии
Песня перепевалась такими исполнителями, как Эллиотт Смит, Ринго Сиина, Джеф Хили, Кенни Шеппард.